# Eden, Texas
Eden är en ort i Concho County i delstaten Texas, USA.